# Erick Delgado
Erick Guillermo Delgado Vásquez (ur. 30 czerwca 1982 w Limie) – peruwiański piłkarz występujący na pozycji bramkarza. Zawodnik klubu León Huánuco.

## Kariera klubowa
Delgado karierę rozpoczynał w 2001 roku w zespole Sporting Cristal. W latach 2002 i 2005 wywalczył z nim mistrzostwo Peru, a w latach 2003 i 2004 wicemistrzostwo Peru. Barwy Sportingu reprezentował przez 8 sezonów.
W 2009 roku odszedł do klubu Juan Aurich. Spędził tam sezon 2009, w ciągu którego rozegrał tam 42 spotkania. W 2010 roku wrócił do Sportingu Cristal.

## Kariera reprezentacyjna
W reprezentacji Peru Delgado zadebiutował w 2003 roku. W 2004 roku został powołany do kadry na turniej Copa América. Nie zagrał jednak na nim w żadnym meczu, a Peru odpadło z rozgrywek w ćwierćfinale.